# Céfalo (título)
Céfalo (en griego: κεφαλή; lit. «cabeza») era un título del Imperio bizantino utilizado para designar a los gobernadores locales o provinciales. Comenzó a usarse en la segunda mitad del siglo XIII y se deriva del lenguaje coloquial. En consecuencia, nunca se convirtió en un título o rango establecido en la jerarquía bizantina, pero siguió siendo un término descriptivo. En esencia, el céfalo reemplazó al dux del período Comneno como gobernador civil y militar de una unidad territorial administrativa, conocida como catepanicio (katepanikion), pero también llamada cefalatício (kephalatikion).
En tamaño, estas provincias eran pequeñas en comparación con los themas que las precedieron, y podían variar desde algunas aldeas cercanas al castro (kastron; fortaleza; eran las capitales de provincia) hasta una isla entera. Esta disposición también había sido adoptado por el Segundo Imperio búlgaro (en búlgaro: кефалия) y el Imperio serbio (en serbio: кефалиja).
En el siglo XIV, los megacéfalos (kephalai katholikai; «jefes universales) fueron designados para supervisar un grupo de provincias bajo sus respectivos «céfalos ([merikai] kephalai)». Los primeros megacéfalos estaban relacionados con el emperador bizantino o miembros de clanes aristocráticos de alto rango. Con la creciente descentralización del imperio y la creación del infantazgo, en forma de despotados semiindependientes, estos puestos desaparecieron a fines del siglo XIV.